# أورلاندو جونسون
أورلاندو جونسون (بالإنجليزية: Orlando Johnson)‏ مواليد 11 مارس 1989 في مونتيري، هو لاعب كرة سلة أمريكي. بدأ مسيرته الاحترافية في سنة 2012. تم اختياره من قبل فريق سكرامنتو كينغز خلال الدرافت. يلعب مع نادي الرياضي بيروت. يبلغ طوله 6 قدم 5 بوصة (2.0 م).

## المسيرة الاحترافية
لعب مع إنديانا بايسرز من سنة 2012 إلى 2014، ثم لعب مع سكرامنتو كينغز في سنة 2014، ثم لعب مع ساسكي باسكونيا في الدوري الإسباني في سنة 2014، ثم لعب مع بارانجي جينبرا سان ميغيل في سنة 2015، ثم لعب مع فينيكس صنز في سنة 2016، ثم لعب مع نيو أورلينز بيليكانز في سنة 2016.

## إحصائيات المسيرة

### الموسم الاعتيادي
| السنة   | الفريق               | لعب | بدأ | دقيقة | ميداني% | ثلاثية | حرة  | ارتداد | صنع | استلاب | تصدي | نقطة |
| ------- | -------------------- | --- | --- | ----- | ------- | ------ | ---- | ------ | --- | ------ | ---- | ---- |
| 2012–13 | إنديانا بايسرز       | 51  | 0   | 12.1  | .400    | .383   | .719 | 2.2    | 0.9 | .2     | .2   | 4.0  |
| 2013–14 | إنديانا بايسرز       | 38  | 0   | 9.0   | .344    | .195   | .773 | 1.3    | .4  | .2     | .0   | 2.4  |
| 2013–14 | سكرامنتو كينغز       | 7   | 0   | 7.1   | .176    | .167   | .500 | .6     | .6  | .0     | .1   | 1.3  |
| 2015–16 | فينيكس صنز           | 2   | 0   | 23.5  | .294    | .200   | .833 | 4.5    | .0  | 1.0    | 1.5  | 8.0  |
| 2015–16 | نيو أورلينز بيليكانز | 5   | 1   | 10.8  | .235    | .200   | .500 | 1.2    | .4  | .2     | .0   | 2.0  |
| المسيرة | المسيرة              | 103 | 1   | 10.8  | .358    | .311   | .727 | 1.7    | 0.7 | .2     | .1   | 3.2  |

### الأدوار الإقصائية
| السنة   | الفريق         | لعب | بدأ | دقيقة | ميداني% | ثلاثية | حرة  | ارتداد | صنع | استلاب | تصدي | نقطة |
| ------- | -------------- | --- | --- | ----- | ------- | ------ | ---- | ------ | --- | ------ | ---- | ---- |
| 2013    | إنديانا بايسرز | 12  | 0   | 2.3   | .182    | .333   | .556 | 0.3    | .1  | .0     | .0   | 0.8  |
| المسيرة |                | 12  | 0   | 2.3   | .182    | .333   | .556 | 0.3    | .1  | .0     | .0   | 0.8  |

## روابط خارجية
- أورلاندو جونسون على موقع الدوري الأوروبي لكرة السلة (الإنجليزية)
- أورلاندو جونسون على موقع إن بي أي (الإنجليزية)
- أورلاندو جونسون على موقع دوري السوبر التايواني لكرة السلة (الصينية)
- أورلاندو جونسون على موقع سبورتس رفرنس (الإنجليزية)
- أورلاندو جونسون على موقع الدوري الإسباني لكرة السلة (الإسبانية)
- أورلاندو جونسون على موقع كرة السلة الأوروبية.كوم (الإنجليزية)
- أورلاندو جونسون على موقع كلية كرة السلة في سبورتس رفرنس.كوم (الإنجليزية)
- أورلاندو جونسون على موقع ريلجم (الإنجليزية)
- أورلاندو جونسون على موقع بروبوليرز (الإنجليزية)
- أورلاندو جونسون على موقع سبورتس رفرنس (الإنجليزية)